# Distretto di Katta
Il distretto di Katta (刈田郡, Katta-gun?) è uno dei distretti della prefettura di Miyagi, in Giappone.
Attualmente fanno parte del distretto i comuni di Shichikashuku e Zaō.
| Controllo di autorità | VIAF (EN) 257569852 · NDL (EN, JA) 00631379 |